# 三井不動産アイスパーク船橋
三井不動産アイスパーク船橋（みついふどうさんアイスパークふなばし）は、千葉県船橋市にあるアイススケートリンク。三井不動産がネーミングライツを取得している。

## 概説
船橋オートレース場の跡地である三井不動産ロジスティクスパーク船橋（MFLP船橋）の敷地内に2020年12月13日開業。日本初となる独立型ツインリンクを備える。省エネ技術を取り入れ、環境に配慮している。

## 沿革
- 2019年 - 着工
- 2020年 - 竣工
  - 11月2日 - 施設名称決定
  - 12月10日 - オープン祝賀イベント開催
  - 12月13日 - オープン
- 2021年春 - フィギュアスケートスクール開校予定

## 施設概要
- リンク
  - Aリンク：60m×30m
  - Bリンク：24m×38m
- 休憩コーナー
- スタジオ
- 会議室
- スケートショップ

## アクセス

### 鉄道
・JR京葉線・武蔵野線 南船橋駅 南口より徒歩約10分。
・京成電鉄本線 船橋競馬場駅 南口より徒歩20分。

### 自動車
- 東関東自動車道 谷津船橋ICより2km
- 京葉道路 花輪ICより3km